# 松布雷羅島
松布雷羅島是英國海外領地安圭拉的島嶼，位於加勒比海，屬於小安地列斯群島的一部分，長1.5公里、寬0.4公里，面積0.38平方公里，最高點海拔高度12米，島上無人居住。

## 外部連結
- https://web.archive.org/web/20071006203854/http://sombrero.ai/island.htm